# 濱離宮庭園

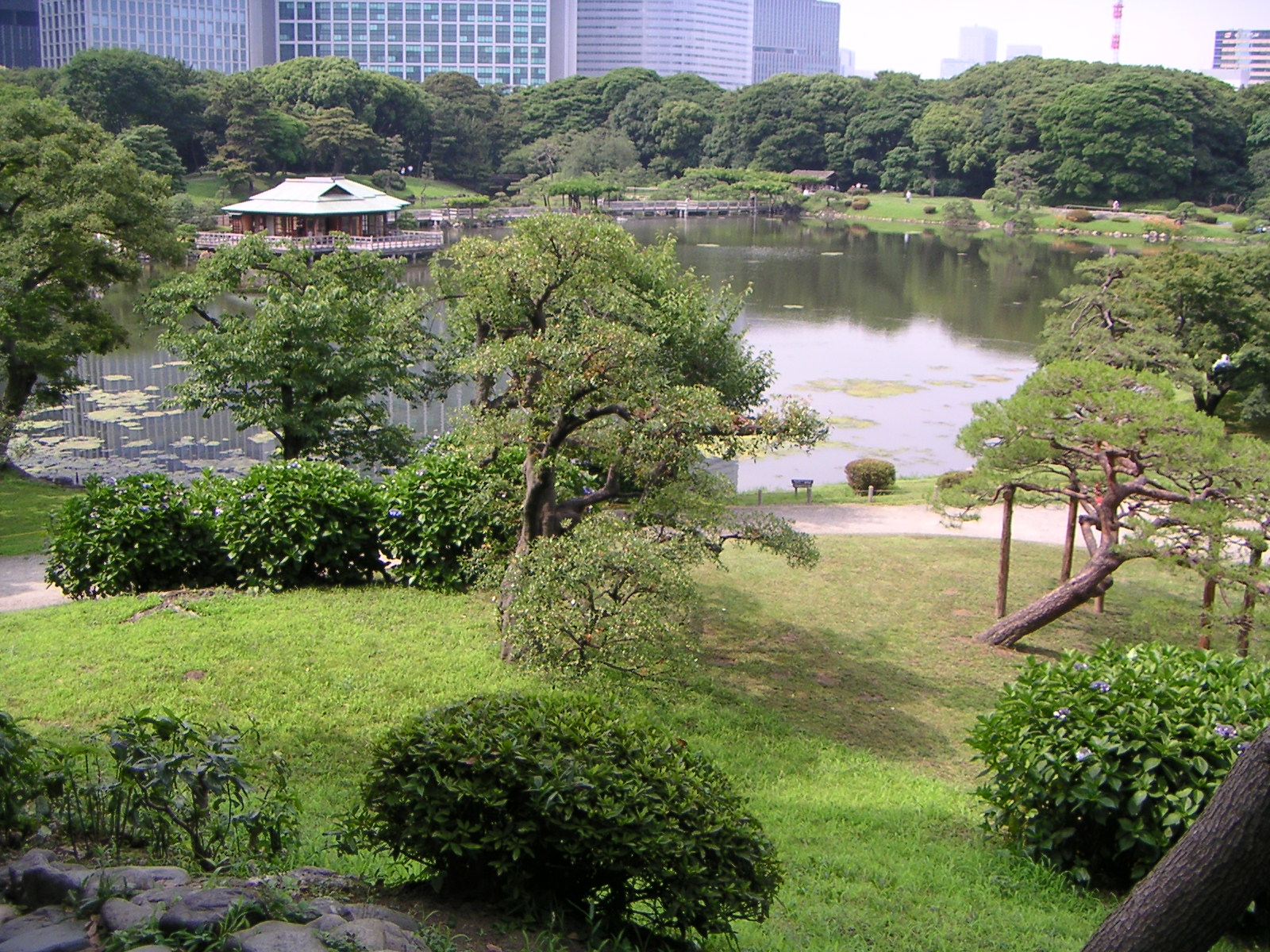
濱離宮公園

濱離宮庭園（日语：／ Hamarikyū-teien */?）是日本東京都中央區的町名。人口3人。郵遞區號104-0046。

## 地理
濱離宮恩賜庭園與西端的首都高速道路幾乎占了町域全境。本町也與港區（東新橋、海岸）接壤。

## 歷史
原為將軍家的鷹場，四代將軍德川家綱之弟甲府宰相德川綱重拜領此地，稱為「濱手屋敷」、「濱御屋敷」。五代將軍德川綱吉在此打造庭園，後稱「濱御殿」。明治維新之後由宮內省管理，名為「濱離宮」。1931年（昭和6年），此地行政地名屬築地六丁目。1945年（昭和20年）11月，下賜東京都為都立公園，翌年「濱離宮恩賜庭園」開放。1966年（昭和41年）獨立成立新町「濱離宮庭園」。

### 地名的由來
現在的濱離宮恩賜庭園在作為德川氏別館時稱為「濱御殿」，1870年（明治3年）歸屬宮內省時，改稱為濱離宮。

### 沿革
- 1966年（昭和41年）7月1日 - 實施住居表示[2]。

### 町名變遷
| 實施後     | 實施年月日               | 實施前             |
| ---------- | ------------------------ | ------------------ |
| 濱離宮庭園 | 1966年（昭和41年）7月1日 | 築地六丁目（全域） |

## 設施
- 濱離宮恩賜庭園

所轄之警察署、消防署
- 築地警察署（所在地：築地）
- 京橋消防署 築地出張所（所在地：明石町）

## 備註
1. ↑  町丁目別世帯数男女別人口　中央区ホームページ  平成25年8月1日現在 的存檔，存档日期2013-03-12.
2. ↑  昭和41年11月30日、自治省告示第176号「住居表示が実施された件」